# Pycnora sorophora
Pycnora sorophora är en lavart som först beskrevs av Vain., och fick sitt nu gällande namn av Hafellner. Pycnora sorophora ingår i släktet Pycnora och familjen Lecanoraceae.  Arten är reproducerande i Sverige. Inga underarter finns listade i Catalogue of Life.